# Raymond M. Lemaire
Raymond Martin Marie Ghislain Lemaire (Ukkel, 28 mei 1921 - Sint-Lambrechts-Woluwe, 13 augustus 1997) was hoogleraar kunstgeschiedenis, architectuur en monumentenzorg aan de universiteiten van Leuven en Louvain-la-Neuve. Hij verwierf internationale bekendheid als erkend specialist en adviseur voor monumentenzorg.

## Familiale gegevens
Lemaire was de zoon van de hoofdarchitect op het Ministerie van Openbare Werken Herman Lemaire (geboren 1883) en Marie-Henriette Winderyckx (geboren 1892). Hij trouwde in 1947 met Christiane Vergaert (1924-2007) en ze kregen vier kinderen. Hij was de neef en naamgenoot van kanunnik en hoogleraar Raymond A.G. Lemaire. Om zich van hem te onderscheiden, ondertekende hij steeds als 'Raymond M. Lemaire'.

## Studies en eerste activiteiten
Lemaire deed zijn middelbare studies (Grieks-Latijnse humaniora) in het Sint-Pieterscollege in Ukkel. Van 1938 tot 1942 volbracht hij zijn studies aan de unitaire Katholieke Universiteit te Leuven. Hij behaalde de graden van kandidaat in de rechten en van licentiaat in de geschiedenis en in de kunstgeschiedenis en de oudheidkunde. Hij liep stage bij Stan Leurs en prof. Anoni (Milaan). In 1948-49 behaalde hij het doctoraat in archeologie en kunstgeschiedenis met de verhandeling L'Origine du style gothique en Brabant.

## Monuments Man
Oorlogsvrijwilliger tijdens de Tweede Wereldoorlog, werd hij kapitein in the First Armoured Car-regiment (Brigade Piron). Van 1946 tot 1949 was hij met de titel van gevolmachtigd minister lid van de commissie die in de Duitse schuilplaatsen de Belgische kunstwerken moest gaan ontdekken en terugbrengen. Hij werkte als verbindingsofficier voor de Belgische regering, tussen de Belgische Dienst voor economische recuperatie en de MFAA, de zogenaamde Monuments Men. Hij werd tevens lid van de MFAA in de Amerikaanse zone in Duitsland en hij leidde er de inspanningen om kunstvoorwerpen, die door de nazi's in België geroofd waren, te lokaliseren, te identificeren en te recupereren. Hij pendelde herhaaldelijk tussen Brussel, voor het ophalen van documentatie en plekken in Duitsland en Oostenrijk waar kunstwerken waren opgeslagen.
Na een ontvangstbewijs van restitutie te hebben ondertekend, coördineerde hij het overbrengen naar België van tienduizenden kunstwerken, boeken, archieven, bibliotheken, kerkklokken en andere objecten die tot het Belgisch cultureel erfgoed behoorden.

## Activiteiten in België
Lemaire werd nog zeer jong assistent (1947), docent (1949) en gewoon hoogleraar (1953) aan de unitaire Katholieke Universiteit te Leuven. Hij doceerde er kunstgeschiedenis en geschiedenis van de bouwkunst, in de beide landstalen. Na de splitsing van de universiteit vervolgde hij zijn lessen, als gewoon hoogleraar aan de Université catholique de Louvain in Louvain-la-Neuve en als buitengewoon hoogleraar aan de Katholieke Universiteit Leuven, tot aan zijn emeritaat in 1986. Raymond Lemaire was noch architect noch ingenieur, maar wijdde niettemin zijn belangrijkste activiteiten aan de architectuur, de restauratie en de stedenbouw.

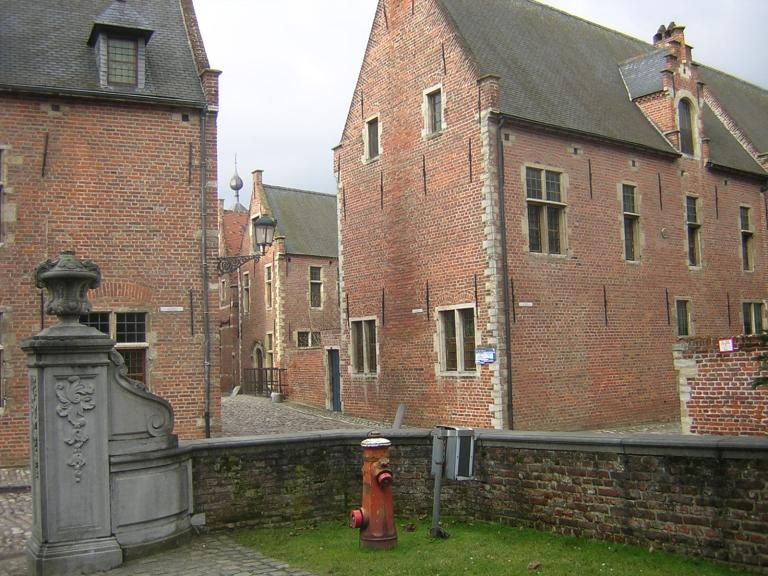
Een zicht op het Groot Begijnhof in Leuven

Hij is vooral bekend vanwege de restauratie van het Groot Begijnhof van Leuven, waar hij de principes van het Charter van Venetië toepaste, en vanwege de bouw van de nieuwe stad Louvain-la-Neuve. Het stedenbouwkundig concept van deze nieuwe stad is geïnspireerd op de structuur van een historische, traditionele stad.

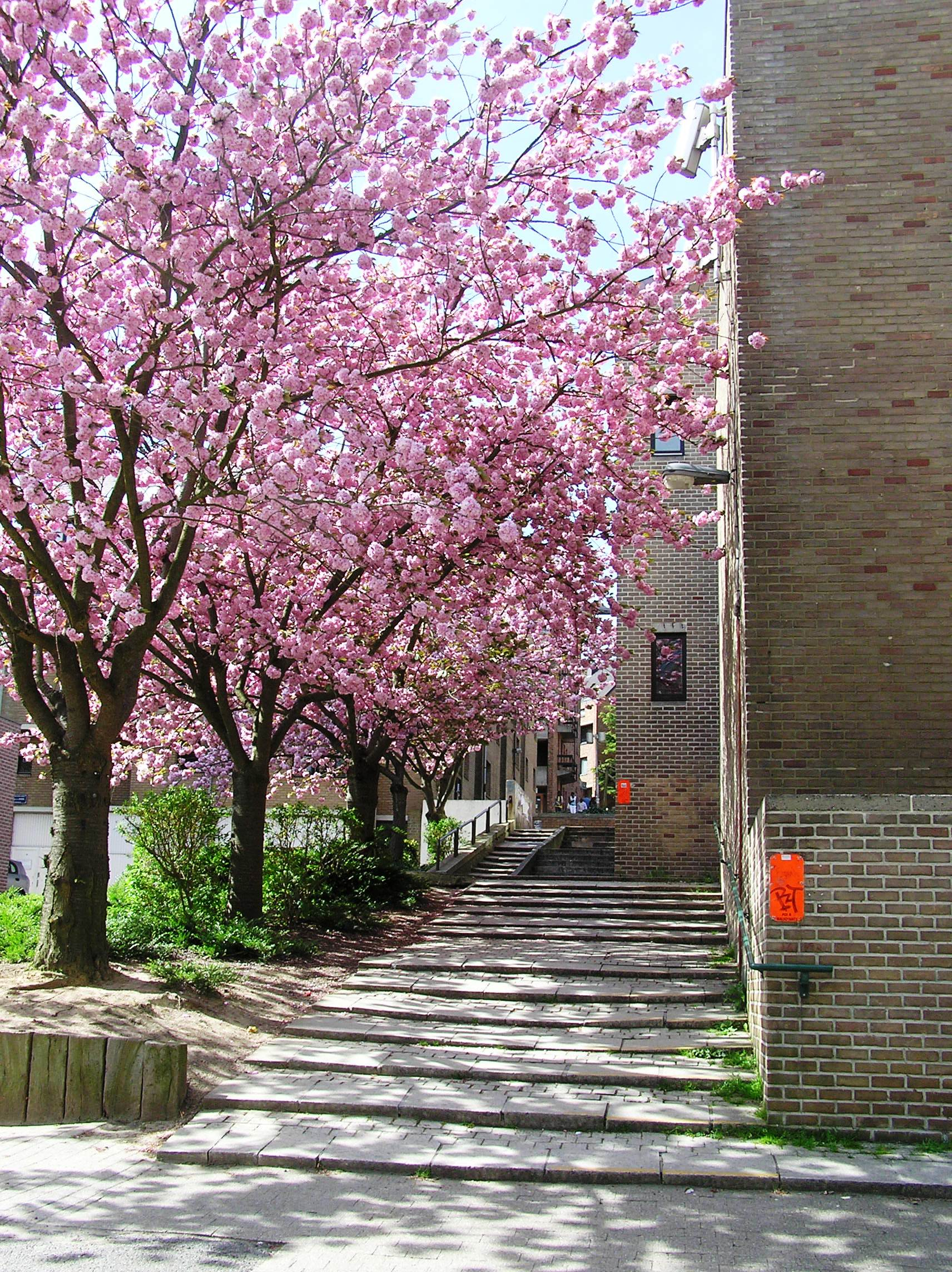
Escalier de l'Hocaille in Louvain-la-Neuve

Dit waren niet zijn enige realisaties. Op het gebied van restauratie zijn te vermelden:
- een dertigtal kerken en kapellen,
- een aantal kastelen en oude huizen.

Van 1972 tot 1977 was Lemaire raadgever voor de stad Brugge. In deze door fusie zeer uitgebreide stad, was stedenbouwkundige organisatie hoogst nodig. Dit gold in de eerste plaats voor de historische binnenstad. Hij stond de plannenmakers met raad en daad bij en was ook van grote invloed op de evolutie in het bestuderen van voorgelegde bouw- en restauratieontwerpen. Tegelijkertijd bracht hij Brugge in nauwer contact met de internationale activiteiten voor monumentenzorg binnen de Raad van Europa, UNESCO, de Europese Unie enzovoort. Het was in ruime zo niet beslissende mate dankzij hem dat Brugge in 1973 een van de twee Belgische pilootprojecten werd voor het door de Raad van Europa georganiseerde Europees Jaar van het Bouwkundig erfgoed (1975).
Hij was ook betrokken bij andere stedenbouwkundige projecten. Te vermelden zijn:
- De Rue des Brasseurs in Namen;
- Quartier des Arts in Brussel;

en bij stedenbouwkundige projecten in Kortrijk, Moeskroen, Villeneuve d'Ascq (Frankrijk) en Bergen-op-Zoom (Nederland).
Lemaire was ook bij nieuwbouwprojecten betrokken als ontwerper of raadgever, vaak in samenwerking met onder meer de architecten Robert Vandendael, Daniël Depoorter en Simon Brigode:
- Auditorium prof. Peeters van de KU Leuven in Heverlee;
- de kerk van Herne;
- het metrostation in Kraainem;
- de kerk van Brasschaat (met architect Dessauvage);
- de eigen woning in Loonbeek.

Lemaire lag ook aan de basis van de uitgebreide reeks boeken met inventaris van het bouwkundig erfgoed, waar hij een methodologie voor ontwikkelde. In het Nederlands is de reeks verschenen onder de algemene titel Bouwen door de eeuwen heen en in het Frans onder de titel Patrimoine architectural de la Belgique.

## Internationale activiteiten
Lemaire was een van de voornaamste medeauteurs van het Charter van Venetië (1964) voor de restauratie van waardevolle monumenten.
Samen met Piero Gazzola stichtte hij in 1965 ICOMOS, de internationale Raad voor Monumenten en Landschappen, een ngo nauw verbonden met UNESCO. Hij was er secretaris-generaal (1965-1975) van en vervolgens voorzitter (1975-1981). Hij stichtte het tijdschrift van de vereniging onder de naam Monumentum.
Door zijn activiteiten als deskundige en begeleider bij talrijke grote restauratiewerken en renovatieprojecten in vele landen, verwierf hij internationale bekendheid en erkenning. Zo was hij betrokken bij restauraties of consolidaties van:
- de tempels van Borobudur (Indonesië);
- de Acropolis (Athene);
- de Toren van Pisa (Italië);
- kerken in Roemenië;
- historische steden in Malta;
- de sites van Jerash en Petra (Jordanië);
- de Kasba van Algiers.

Hij was vooral ook de speciale gezant van de directeur generaal van UNESCO voor het moeilijke probleem van de monumentenzorg in Jeruzalem en dit vanaf 1971 tot aan zijn dood.
In 1976 stichtte hij in de schoot van het Europacollege het postuniversitair Centrum voor Monumentenzorg, dat evenwel na enkele jaren, vanwege subsidieproblemen, naar de Katholieke Universiteit Leuven verhuisde en na zijn overlijden zijn naam kreeg.

## Eerbetoon
- Raymond Lemaire werd doctor honoris causa van de Faculté polytechnique de Mons in Bergen.

Hij ontving:
- 1978: de driejaarlijkse prijs voor stedenbouw Sir Abercrombie (Union Internationale des Architectes);
- 1970: de Gouden medaille van de Académie d'Architecture de France (voor de restauratie van het Groot Begijnhof);
- 1983: de Gouden medaille voor het behoud en de restauratie van monumenten (Hamburg).
- 1990: Op 25 juli 1990 werd hij in de erfelijke adelstand verheven met de persoonlijke titel van baron. Zijn wapenspreuk luidt: Virtus scientiam major.

## Publicaties
- Les origines du style gothique en Brabant, 2/1. La formation du style gothique brabançon. Les églises de l'ancien quartier de Louvain, Antwerpen, 1949.
- Bouwkunst, in: Gids voor de Kunst in België, Utrecht/Antwerpen, 1963.
- Centre for the conservation of historic towns and buildings, Brugge, 1978.
- Stable – Unstable. Structural consolidation of ancient buildings, samen met anderen, Leuven, 1988.
- Raymond Lemaire, ICOMOS - un regard en arrière, un coup d'oeil en avant (Dossier de la Commission royale des monuments, sites et fouilles, 5), Liège, 1999, 195 p. (ISBN 2-87401-076-6).